# Orolestes durga
Orolestes durga är en trollsländeart som beskrevs av Lahiri 1987. Orolestes durga ingår i släktet Orolestes och familjen glansflicksländor. IUCN kategoriserar arten globalt som otillräckligt studerad. Inga underarter finns listade i Catalogue of Life.